# F.C. København
O Football Club København (dinamarquês), FC Copenhague (português brasileiro) ou FC Copenhaga (português europeu) é um clube de futebol da Dinamarca. A sua sede é na cidade de Copenhague (ou Copenhaga, na Dinamarca). Foi fundado em 1992 e é a união dos antigos clubes Kjøbenhavns Boldklub (KB) e Boldklubben 1903 (B 1903).
O F.C. Copenhague é um dos clubes mais bem-sucedidos da Dinamarca, com 16 títulos do Campeonato Dinamarquês e 10 conquistas da Copa da Dinamarca. Em competições europeias, o clube foi o primeiro time dinamarquês a alcançar as oitavas de final da Liga dos Campeões da UEFA, feito inédito até então. Também foi campeão das duas primeiras edições da extinta Royal League (Real Liga Escandinava), em 2005 e 2006.
Além disso, o F.C. Copenhague participou mais vezes da fase de grupos tanto da Liga dos Campeões quanto da Liga Europa da UEFA do que qualquer outro clube dinamarquês. Até 2025, continua sendo o único clube do país a ter chegado às oitavas de final da Liga dos Campeões e sendo o mais bem classificado da Dinamarca.
O F.C. Copenhague manda seus jogos no Parken Stadium, em Copenhague, que também serve como estádio principal da Seleção Dinamarquesa de Futebol.
Desde sua fundação, o clube mantém uma intensa rivalidade com o Brøndby IF. O clássico entre os dois clubes, conhecido como Derby de Copenhague, atrai alguns dos maiores públicos da história do futebol dinamarquês.

## Elenco atual
Última atualização: 10 de fevereiro de 2025.

## Títulos
| Escandinávia | Escandinávia           | Escandinávia | Escandinávia |
|              | Competição             | Títulos      | Temporadas |
| ------------ | ---------------------- | ------------ | --- |
|              | Liga Real Escandinava  | 2            | 2004–05, 2005–06 |
| Nacionais    |                        |              | |
|              | Competição             | Títulos      | Temporadas |
|              | Campeonato Dinamarquês | 16           | 1992–93, 2000–01, 2002–03, 2003–04, 2005–06, 2006–07, 2008–09, 2009–10, 2010–11, 2012–13, 2015–16, 2016–17, 2018–19, 2021–22, 2022–23, 2024–25 |
|              | Copa da Dinamarca      | 10           | 1994–95, 1996–97, 2003–04, 2008–09, 2011–12, 2014–15, 2015–16, 2016–17, 2022–23, 2024–25                                                       |
|              | Supercopa da Dinamarca | 3            | 1995, 2001, 2004 |
|              | Copa Da Liga           | 1            | 1996 |
|              | Copa Dos Reis          | 1            | 1994 |

## Estádio

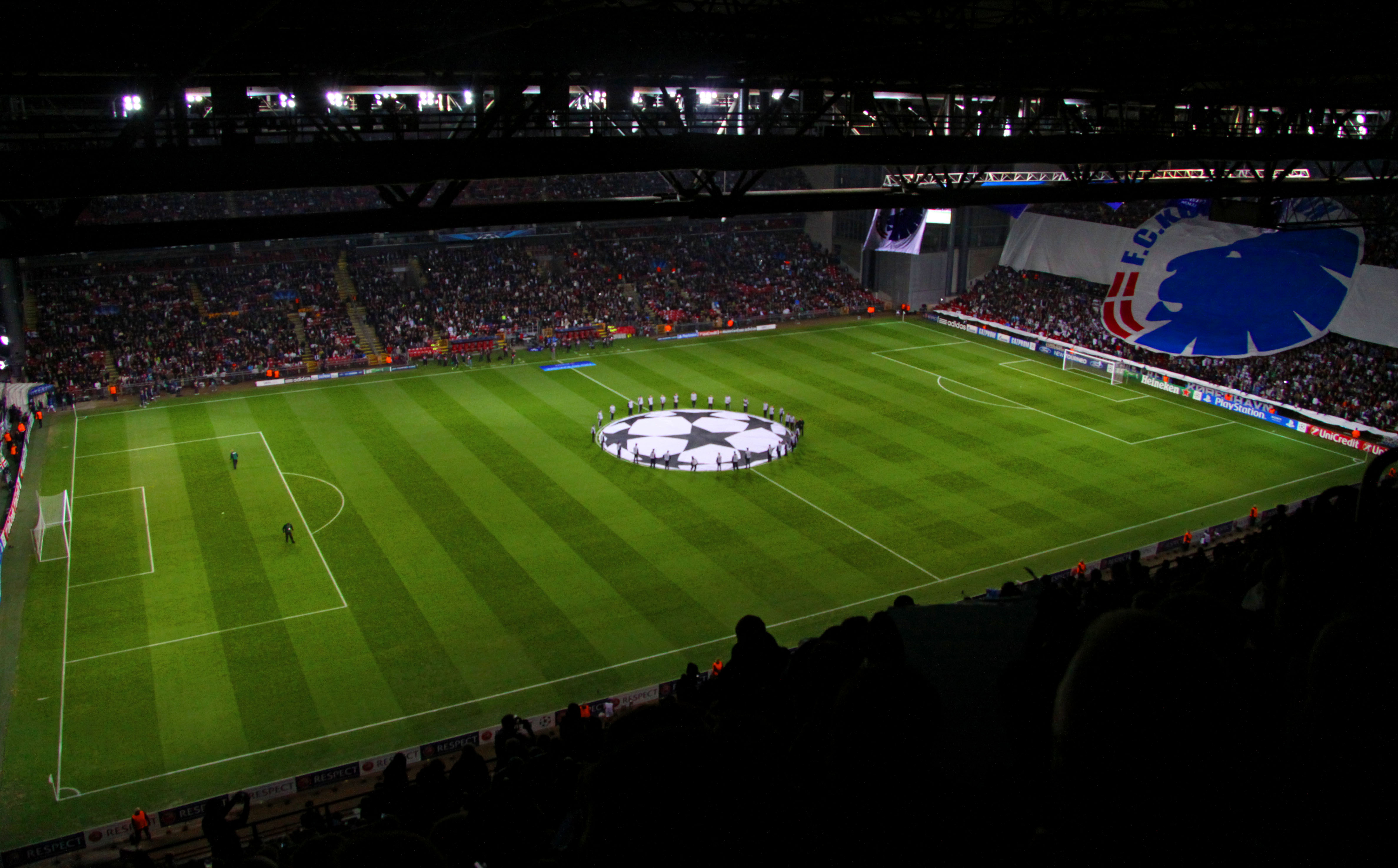
Parken Stadium

O F.C. Copenhague possui seu próprio estádio, a arena nacional Parken Stadium. O estádio foi construído em 1992, no mesmo ano de fundação do clube. Até a abertura do estádio, em Setembro de 1992, o clube jogou as suas primeiras partidas em casa no pequeno Østerbro Stadion, que se localiza próximo ao Parken. O Parken Stadium possui 38,065 assentos, 4,000 a menos do que a capacidade original de 42,305.

## Brasileiros que jogaram pelo Copenhague
- it:Álvaro Santos [7]

- Ailton Almeida[8]
- César Santin [9]

- Claudemir[10]